# Nigel Calder
Nigel David McKail Ritchie-Calder (2 décembre 1931 - 25 juin 2014) est un écrivain scientifique britannique et négationniste du changement climatique.

## Jeunesse
Nigel Calder est né le 2 décembre 1931. Il est le fils de Ritchie Calder et Mabel Jane Forbes McKail. Il a quatre frères et sœurs, dont l'historien Angus Calder (1942–2008), le mathématicien Allan Calder et l'éducatrice Isla Calder (1946–2000). Il fait ses études à la Merchant Taylors' School de Northwood et au Sidney Sussex College de Cambridge.

## Carrière
Entre 1956 et 1966, Calder écrit pour le magazine New Scientist, en tant que rédacteur en chef de 1962 à 1966. Après cela, il travaille comme auteur indépendant et scénariste de télévision. Il conçoit et scénarise treize documentaires et séries sur des sujets de vulgarisation scientifique diffusés par la BBC et Channel 4 (Londres), accompagnés de livres. Pour son travail à la télévision, il reçoit le prix Kalinga pour la vulgarisation scientifique en 1972. En 2004, son livre Magic Universe est sélectionné pour les prix Aventis des livres scientifiques.
Calder déclare que la science du changement climatique est envahie par des sophismes sur le réchauffement climatique d'origine humaine. Dès 1980, il affirme que d'ici 2030 « le réchauffement tant annoncé de la terre par la "serre" de dioxyde de carbone artificielle [ne se produira pas] ; au lieu de cela, il [y aura] un regain d'inquiétude concernant le refroidissement et une ère glaciaire imminente ».
Calder participe à la réalisation du film The Great Global Warming Swindle. Il co-écrit The Chilling Stars. En ce qui concerne le réchauffement climatique, Calder déclare : « Les gouvernements tentent de parvenir à l'unanimité en étouffant tout scientifique qui n'est pas d'accord. Einstein n'aurait pas pu obtenir de financement dans le cadre du système actuel. »

## Vie privée
Son épouse Elisabeth Palmer est conseillère en enseignement des langues pour la Chambre de commerce de Londres. Ils ont deux fils, dont l'écrivain de voyage Simon Calder (en), et trois filles.
Calder est décédé à Crawley, West Sussex, Angleterre le 25 juin 2014, à l'âge de 82 ans,.